# Гилмор (Арканзас)
Гилмор (енгл. Gilmore) град је у америчкој савезној држави Арканзас.

## Демографија
По попису из 2010. године број становника је 188, што је 104 (-35,6%) становника мање него 2000. године.
| Група             | 2000.       | 2010.       |
| Белци             | 58 (19,9%)  | 42 (22,3%)  |
| Афроамериканци    | 231 (79,1%) | 144 (76,6%) |
| Азијати           | 0 (0,0%)    | 0 (0,0%)    |
| Хиспаноамериканци | 0 (0,0%)    | 2 (1,1%)    |
| Укупно            | 292         | 188         |